# Vitor Felipe
Vitor Araújo Gonçalves Felipe (João Pessoa, 10 de março de 1991) é um jogador de voleibol de praia brasileiro, medalhista de prata no Campeonato Mundial Juvenil em 2009 e 2010, e bronze na edição de 2011.

## Carreira
Formou dupla com Álvaro Filho no Campeonato Mundial Juvenil de 2009, na Inglaterra, conquistando a medalha de prata, obtendo o mesmo resultado em 2010, na Turquia. Em 2009, ao lado de Álvaro Filho, conquistou a medalha de prata nos Jogos Sul-Americanos de Praia.
Em 2011, mudou de parceiro e passou a jogar com Marcus Carvalhaes e atuaram juntos no Campeonato Mundial Juvenil de 2011, realizado no Canadá, conquistaram a medalha de bronze e com este atleta disputou a edição da Universíada de Verão de 2011.finalizando na quinta colocação
Ainda nesta temporada, passa a jogar com Moisés Santos e conquista a medalha de ouro nos Jogos Sul-Americanos de Praia, vencendo a dupla venezuelana composta por Igor Hernandez e Farid Mussa por 2 sets a 1 (18/21, 24/22 e 15/9). Na temporada de 2012, mantém a parceria com Moisés Santos, obtendo o sétimo lugar no Aberto de Brasília como melhor resultado, além do vigésimo quinto lugar no Aberto de Myslowice. Ainda neste ano, jogou ao lado de Ricardo no Grand Slam de Stare Jabłonki, alcançando o nono lugar.
No ano de 2013, jogou ao lado de Evandro na etapa do Chile do Circuito Sul-Americano e conquistou o ouro. Outros resultados foram o nono lugar no Aberto de Fuzhou, a quinta posição no Grand Slam de Xanguai e no Grand Slam de Corrientes. Ainda em 2013, formou uma parceria com Márcio Gaudie, apenas para disputar o Campeonato Mundial Sub-23 e juntos conquistaram a medalha de prata.
Após o mundial, voltou a jogar com Evandro e obtiveram a vigésima quinta posição no Grand Slam de Haia e a trigésima terceira colocação no Grand Slam de Roma, torneio utilizado como preparação para o Campeonato Mundial de 2013. No Mundial, estavam no Grupo E e tiveram apenas uma derrota. Chegaram até as quartas de final, quando perderam para os alemães Jonathan Erdmann e Kay Matysik por 2 a 0 (21/17 e 21/19), terminando a competição na quinta posição. Seguidamente, disputou o Grand Slam de Gstaad, terminando apenas na décima sétima posição.
Em 2018, sagrou-se com Guto Carvalhaes campeão no Finals CSV em Resistência (Chaco).

## Títulos e resultados
- 2013 - 17º Lugar do Grand Slam de Gstaad,  Suíça
- 2013 - 5º Lugar no Campeonato Mundial (Stare Jabłonki,  Polónia)
- 2013 - 5º Lugar do Grand Slam de Corrientes,  Argentina
- 2013 - 5º Lugar do Grand Slam de Xanguai,  China
- 2013 - 9° Lugar no Aberto de Fuzhou,  China
- 2013 - Campeão da etapa chilena do Circuito Sul-Americano
- 2012 - 9º Lugar do Grand Slam de Stare Jabłonki,  Polónia
- 2012 - 7º Lugar no Aberto de Brasília
- 2012-13 - 3º Lugar na Etapa do Rio de Janeiro do Circuito Brasileiro
- 2012-13 - 3º Lugar na Etapa de Brasília do Circuito Brasileiro
- 2012 - Vice-campeão na Etapa do Ceará do Circuito Estadual Banco do Brasil
- 2012 - 3º Lugar na Etapa de Pernambuco do Circuito Estadual Banco do Brasil
- 2011 - Campeão da Etapa do Guarujá (SP) do Circuito Brasileiro Sub-21 Banco do Brasil
- 2011 - Campeão da Etapa de Natal (RN) do Circuito Estadual Banco do Brasil
- 2011 - Campeão da Etapa de Macapá (AP) do Circuito Estadual Banco do Brasil
- 2011 - 3º Lugar da Etapa de Brasília (DF) do Circuito Estadual Banco do Brasil
- 2010 - 4º Lugar na Etapa de Goiânia (GO) do Circuito Brasileiro
- 2010 - Campeão Brasileiro Sub-21
- 2009 - Campeão da Etapa de Alagoas do Circuito Estadual Banco do Brasil
- 2009 - Campeão da Etapa do Rio Grande do Norte do Circuito Estadual Banco do Brasil
- 2009 - Campeão da Etapa do Piauí do Circuito Estadual Banco do Brasil
- 2009 - Campeão da Etapa do Maranhão do Circuito Estadual Banco do Brasil
- 2009 - Campeão Brasileiro Sub-21
- 2008 - Campeão Brasileiro Sub-21
- 2008 - Campeão Brasileiro Sub-19
- 2007 - Vice-campeão Brasileiro Sub-21
- 2007 - 3º Lugar no Campeonato Brasileiro Sub-19

## Premiações individuais
- 2010 - Revelação Masculina do Circuito Brasileiro